# Aeroportul Alta
Aeroportul Alta (IATA: ALF, ICAO: ENAT) este un aeroport din comuna Alta, Finnmark, Norvegia ce deservește zona Comuna Alta. Aeroportul a fost tranzitat în 2022 de 329.203 pasageri. A fost deschis în 1963 și numit după zona deservită.
Situat la o altitudine de 3 m, aeroportul dispune de 1 pistă. Este operat de Avinor⁠(d).

## Infrastructură

### Piste
Aeroportul dispune de o singură pistă. Pista 11/29 are suprafața de asfalt și dimensiunile 2.253 m × 45 m. 